# Lipovu
Lipovu – wieś w Rumunii, w okręgu Dolj, w gminie Lipovu. W 2011 roku liczyła 3075 mieszkańców.